# Campionati europei di tiro con l'arco indoor 2025
I Campionati europei di tiro con l'arco indoor 2025 si sono svolti a Samsun, in Turchia, dal 17 al 23 febbraio 2025. È stata la 21ª edizione del torneo, organizzato dalla World Archery Europe.

## Partecipanti
Hanno partecipato al campionato europeo 24 squadre:
- Atleti Individuali Neutrali
- Austria
- Belgio
- Bulgaria
- Croazia
- Danimarca
- Francia
- Fær Øer
- Georgia
- Grecia
- Irlanda
- Islanda
- Italia
- Lituania
- Moldavia
- Paesi Bassi
- Portogallo
- Polonia
- Romania
- San Marino
- Serbia
- Slovacchia
- Svizzera
- Turchia

## Risultati

### Ricurvo
| Specialità            | Oro                  | Argento            | Bronzo                  |
| Senior                |                      |                    |                         |
| Individuale maschile  | Ivan Banchev         | Mete Gazoz         | Arsalan Baldanov        |
| Individuale femminile | Nurinisso Makhmudova | Victoria Sebastian | Lisa Barbelin           |
| Squadra maschile      | Italia               | Turchia            | Moldavia                |
| Squadra femminile     | Italia               | Slovacchia         | Turchia                 |
| Under 21              |                      |                    |                         |
| Individuale maschile  | Berkay Akkoyun       | Mustafa Özdemir    | Francesco Poerio Piterà |
| Individuale femminile | Elif Berra Gökkır    | Dunya Yenihayat    | Altana Garmaeva         |
| Squadra maschile      | Turchia              | Romania            | Italia                  |
| Squadra femminile     | Turchia              | Italia             | Georgia                 |

### Compound
| Specialità            | Oro               | Argento               | Bronzo            |
| Senior                |                   |                       |                   |
| Individuale maschile  | Nicolas Girard    | Jozef Bosansky        | Mathias Fullerton |
| Individuale femminile | Elisa Roner       | Marcella Tonioli      | Giulia Nardo      |
| Squadra maschile      | Italia            | Polonia               | Danimarca         |
| Squadra femminile     | Italia            | Turchia               | Islanda           |
| Under 21              |                   |                       |                   |
| Individuale maschile  | Eren Kirca        | Batuhan Levent Saglam | Yagiz Sezgin      |
| Individuale femminile | Hatice Efdal Kose | Begum Yuva            | Isabella Bacerio  |
| Squadra maschile      | Italia            | Turchia               | Croazia           |
| Squadra femminile     | Turchia           | Italia                | Francia           |

### Arco nudo
| Specialità            | Oro              | Argento                 | Bronzo             |
| Senior                |                  |                         |                    |
| Individuale maschile  | Ciprian Baican   | Simone Barbieri         | David Jackson      |
| Individuale femminile | Giulia Mantilli  | Kristina Maria Pruccoli | Cinzia Nozaglia    |
| Squadra maschile      | Italia           | Francia                 | Romania            |
| Squadra femminile     | Italia           | Romania                 | Islanda            |
| Under 21              |                  |                         |                    |
| Individuale maschile  | Viktor Darkhanov | Baldur Freyr Arnason    | Giulio Locchi      |
| Individuale femminile | Linda Grezzani   | Dilara Ecem Deniz       | Heba Robertsdottir |
| Squadra maschile      | Turchia          | Islanda                 | Non assegnato      |
| Squadra femminile     | Turchia          | Non assegnato           | Non assegnato      |

## Medagliere
| Posiz. | Nazione                     | Oro | Argento | Bronzo | Totale |
| ------ | --------------------------- | --- | ------- | ------ | ------ |
| 1      | Italia                      | 10  | 4       | 6      | 21     |
| 2      | Turchia                     | 9   | 9       | 2      | 20     |
| –      | Atleti Individuali Neutrali | 2   | 0       | 2      | 4      |
| 3      | Francia                     | 1   | 2       | 3      | 6      |
| 4      | Romania                     | 1   | 2       | 1      | 4      |
| 5      | Bulgaria                    | 1   | 0       | 0      | 1      |
| 6      | Islanda                     | 0   | 2       | 3      | 5      |
| 7      | Slovacchia                  | 0   | 2       | 0      | 2      |
| 8      | Polonia                     | 0   | 1       | 0      | 1      |
| 8      | San Marino                  | 0   | 1       | 0      | 1      |
| 10     | Danimarca                   | 0   | 0       | 2      | 2      |
| 11     | Croazia                     | 0   | 0       | 1      | 1      |
| 11     | Georgia                     | 0   | 0       | 1      | 1      |
| 11     | Moldavia                    | 0   | 0       | 1      | 1      |
| Totale | Totale                      | 24  | 23      | 22     | 69     |

### Medagliere senior
| Posiz. | Nazione                     | Oro | Argento | Bronzo | Totale |
| ------ | --------------------------- | --- | ------- | ------ | ------ |
| 1      | Italia                      | 8   | 2       | 2      | 12     |
| 2      | Francia                     | 1   | 2       | 2      | 5      |
| 3      | Romania                     | 1   | 1       | 1      | 3      |
| 4      | Atleti Individuali Neutrali | 1   | 0       | 1      | 2      |
| 5      | Bulgaria                    | 1   | 0       | 0      | 1      |
| 6      | Turchia                     | 0   | 3       | 1      | 4      |
| 7      | Slovacchia                  | 0   | 2       | 0      | 2      |
| 8      | Polonia                     | 0   | 1       | 0      | 1      |
| 8      | San Marino                  | 0   | 1       | 0      | 1      |
| 10     | Islanda                     | 0   | 0       | 2      | 2      |
| 10     | Danimarca                   | 0   | 0       | 2      | 2      |
| 10     | Moldavia                    | 0   | 0       | 1      | 1      |
| Totale | Totale                      | 12  | 12      | 12     | 36     |

### Medagliere under 21
| Posiz. | Nazione                     | Oro | Argento | Bronzo | Totale |
| ------ | --------------------------- | --- | ------- | ------ | ------ |
| 1      | Turchia                     | 9   | 6       | 1      | 16     |
| 2      | Italia                      | 1   | 2       | 4      | 8      |
| –      | Atleti Individuali Neutrali | 1   | 0       | 1      | 2      |
| 3      | Islanda                     | 0   | 2       | 1      | 1      |
| 4      | Romania                     | 0   | 1       | 0      | 1      |
| 5      | Croazia                     | 0   | 0       | 1      | 1      |
| 5      | Francia                     | 0   | 0       | 1      | 1      |
| 5      | Georgia                     | 0   | 0       | 1      | 1      |
| Totale | Totale                      | 12  | 11      | 10     | 33     |